# Plan 3000
El Plan 3000, oficialmente Distrito Municipal N° 8, es uno de los quince distritos municipales que junto con el área rural conforman el municipio de Santa Cruz de la Sierra, capital del Departamento de Santa Cruz en Bolivia. Según la Encuesta de Estimación Poblacional del año 2023 tiene una población de más de 300,000 habitantes.
Limita al norte con el Distrito Municipal N° 7, al noroeste con el N° 3, al oeste con el N° 9, al suroeste con el N° 12, al sur con el N° 13 y al este con el área rural del municipio.

## Historia
Esta ciudadela fue creada un 18 de marzo de 1983, debido al gran turbión de ese año del río Piraí, en la que más de 3.000 familias quedaron sin hogar, y con las pocas pertenencias que les quedaban tuvieron que asentarse en terrenos baldíos de propiedad privada en la zona sudeste de la ciudad, el gobierno municipal y la cooperativa Bolivia limitada de ese entonces procedieron a ofrecer ayuda a las familias damnificadas en una zona situada a 12 km de la ciudad de Santa Cruz de la Sierra, donde las familias afectadas tuvieron que empezar una nueva vida.
Desde esa época y hasta la fecha, el Plan 3.000 ha tenido un importante crecimiento poblacional principalmente por la llegada de migrantes del interior del país; según el censo 2012, la ciudadela cuenta con más de 320.000 habitantes.

### Símbolo de las Luchas Cívicas
Diferentes sucesos se vinieron dando desde el año 2003 en la populosa zona del Plan 3000, con gobiernos que entraban y salían, conflictos sociales en el occidente por el tema de Gas. La nueva constitución la cual fue redactada por una asamblea constituyente. Todo esto dio paso a que el Oriente Boliviano asuma el liderazgo en la lucha por las Autonomías las cuales fueron insertadas en la constitución del Nuevo Estado Plurinacional de Bolivia.  
En la actualidad, El Plan 3000, fue rebautizada como Ciudadela Andrés Ibáñez. Los denominados Hijos del Turbión hoy son sinónimo de lucha, coraje y fortaleza. ya que el Plan 3000 ha sido protagonista de luchas cívicas en defensa de la democracia y los intereses de Santa Cruz.